# Порічанська сільська рада (Яворівський район)
Порічанська сільська рада — колишній орган місцевого самоврядування у Яворівському районі Львівської області. Адміністративний центр — село Поріччя.

## Загальні відомості
Порічанська сільська рада утворена в 1955 році. Територією ради протікає річка Верещиця.

## Населені пункти
Сільській раді підпорядковані населені пункти:
- с. Поріччя
- с. Страдч
- с. Ямельня

## Склад ради
Рада складається з 14 депутатів та голови.

### Керівний склад попередніх скликань
| ПІБ                      | Основні відомості                                    | Дата обрання | Дата звільнення |
| ------------------------ | ---------------------------------------------------- | ------------ | --------------- |
| Міштур Степан Степанович | Сільський голова, 1957 року народження, безпартійний | 26.03.2006   | 31.10.2010      |
| Ребіш Петро Петрович     | Сільський голова, 1982 року народження, освіта вища  | 31.10.2010   | 02.06.2013      |
| Максимів Ігор Степанович | Сільський голова, 1964 року народження, освіта вища  | 02.06.2013   |                 |

Примітка: таблиця складена за даними джерела